# Habropogon rufulus
Habropogon rufulus là một loài ruồi trong họ Asilidae. Habropogon rufulus được Lehr miêu tả năm 1960. Loài này phân bố ở vùng Cổ Bắc giới.